# Schadowstraße 31–33
Das Geschäftshaus Schadowstraße 31 bis 33 in Düsseldorf wurde im Jahre 1900 durch den Architekten Peter Paul Fuchs für die Firma Peek & Cloppenburg erbaut. Der Bau galt als charakteristisches Plakathaus im Jugendstil.

## Beschreibung
Es war ein viergeschossiges Gebäude, dessen untere zwei Geschosse mit großen Schaufenstern ausgestattet waren. Diese waren in Jugendstilformen aus poliertem Mahagoniholz gestaltet. Schmückende Stiftmosaikflächen waren an der Fassade in den Obergeschossen angebracht. Das Haus war in den Hauptgeschossen reich mit edlem Holz ausgestattet.

## Galerie

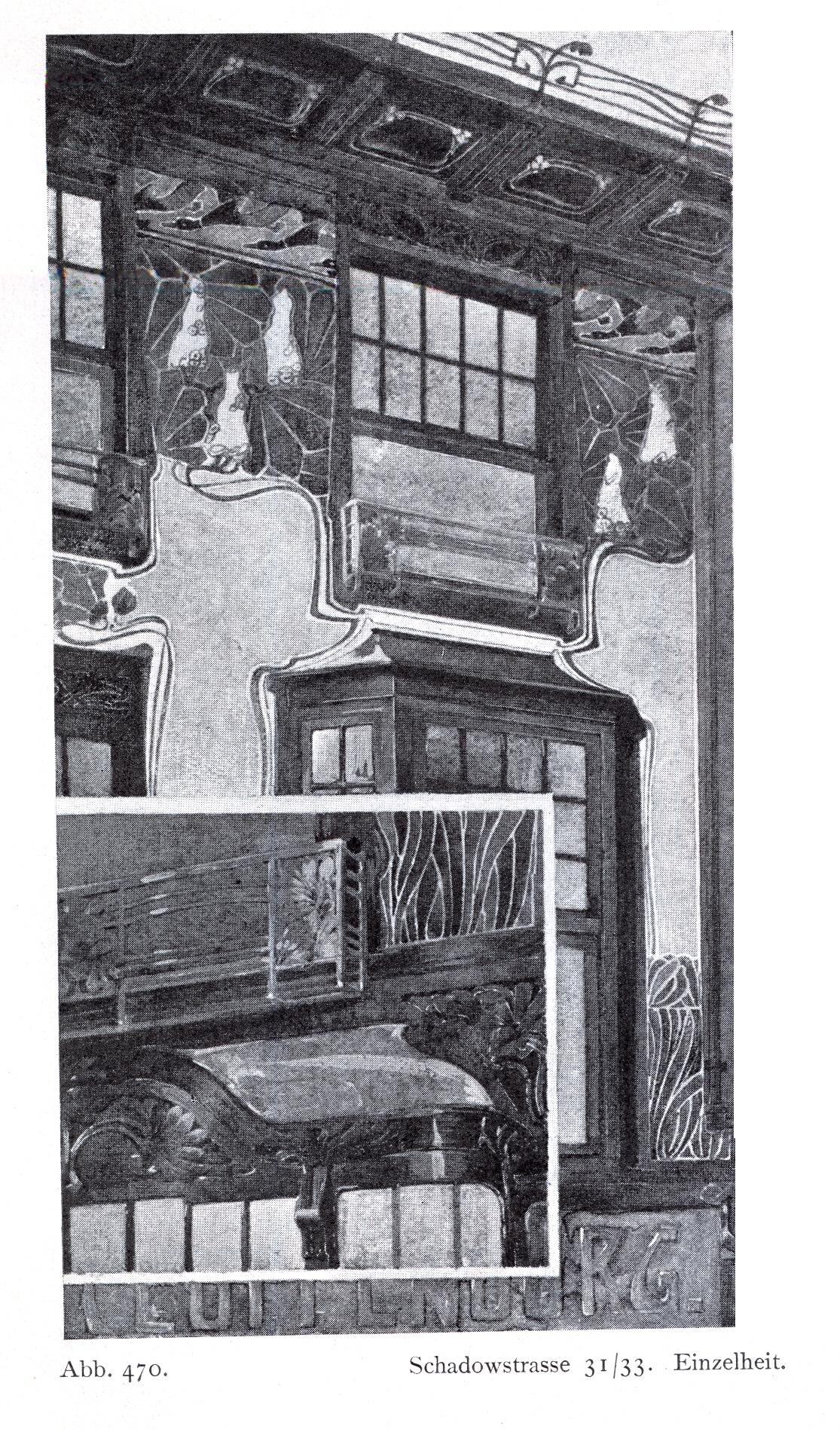
Detail
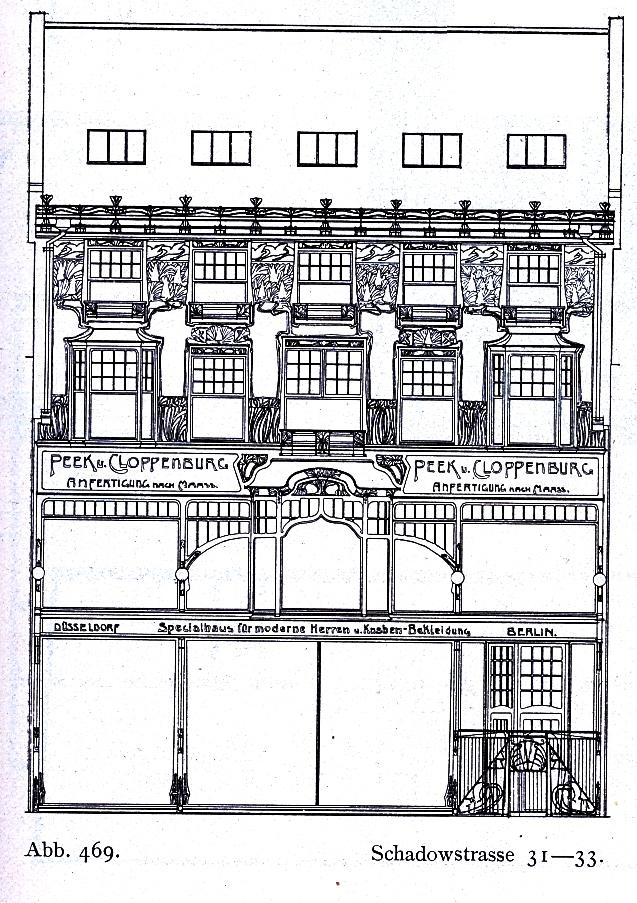
Vorderansicht
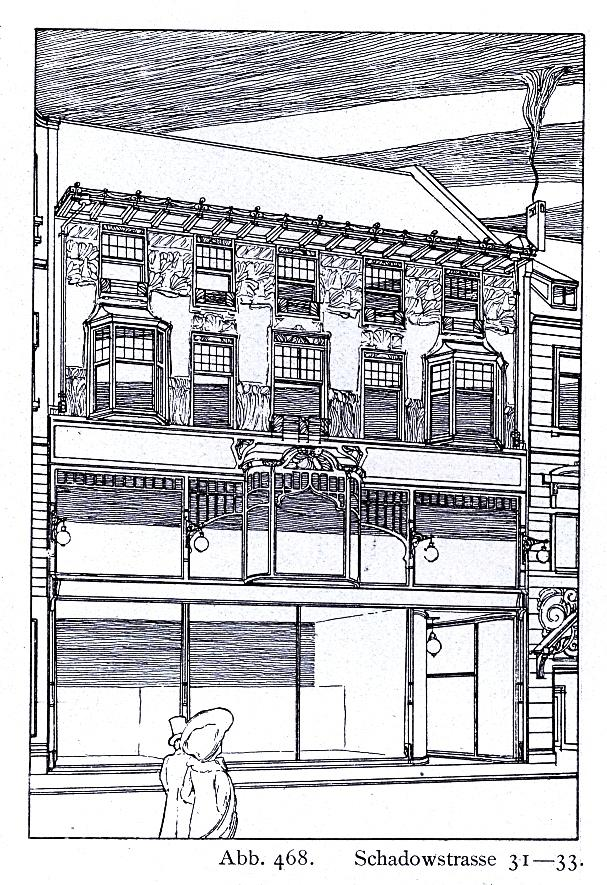
Seitenansicht
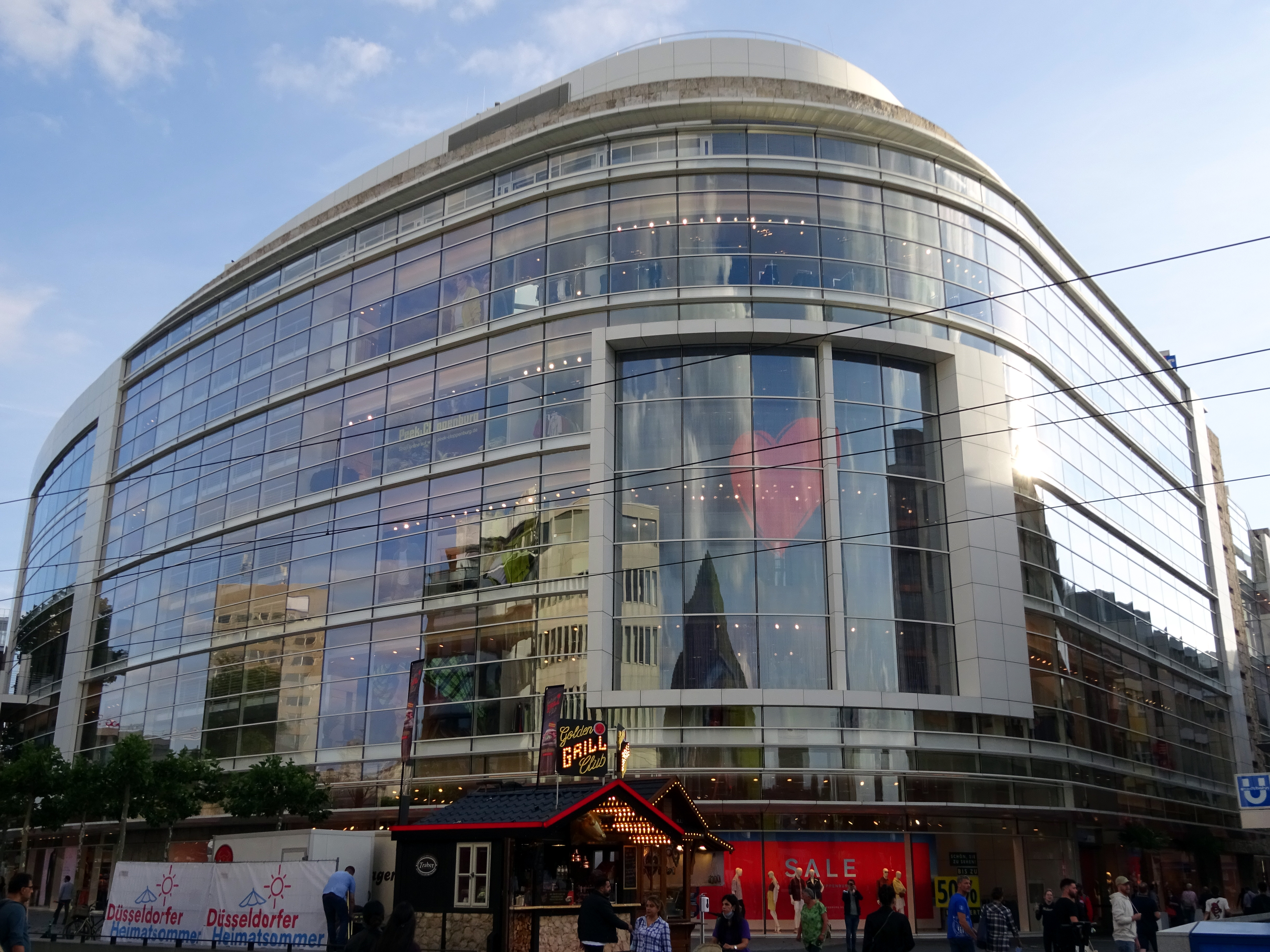
Richard Meiers Neubau
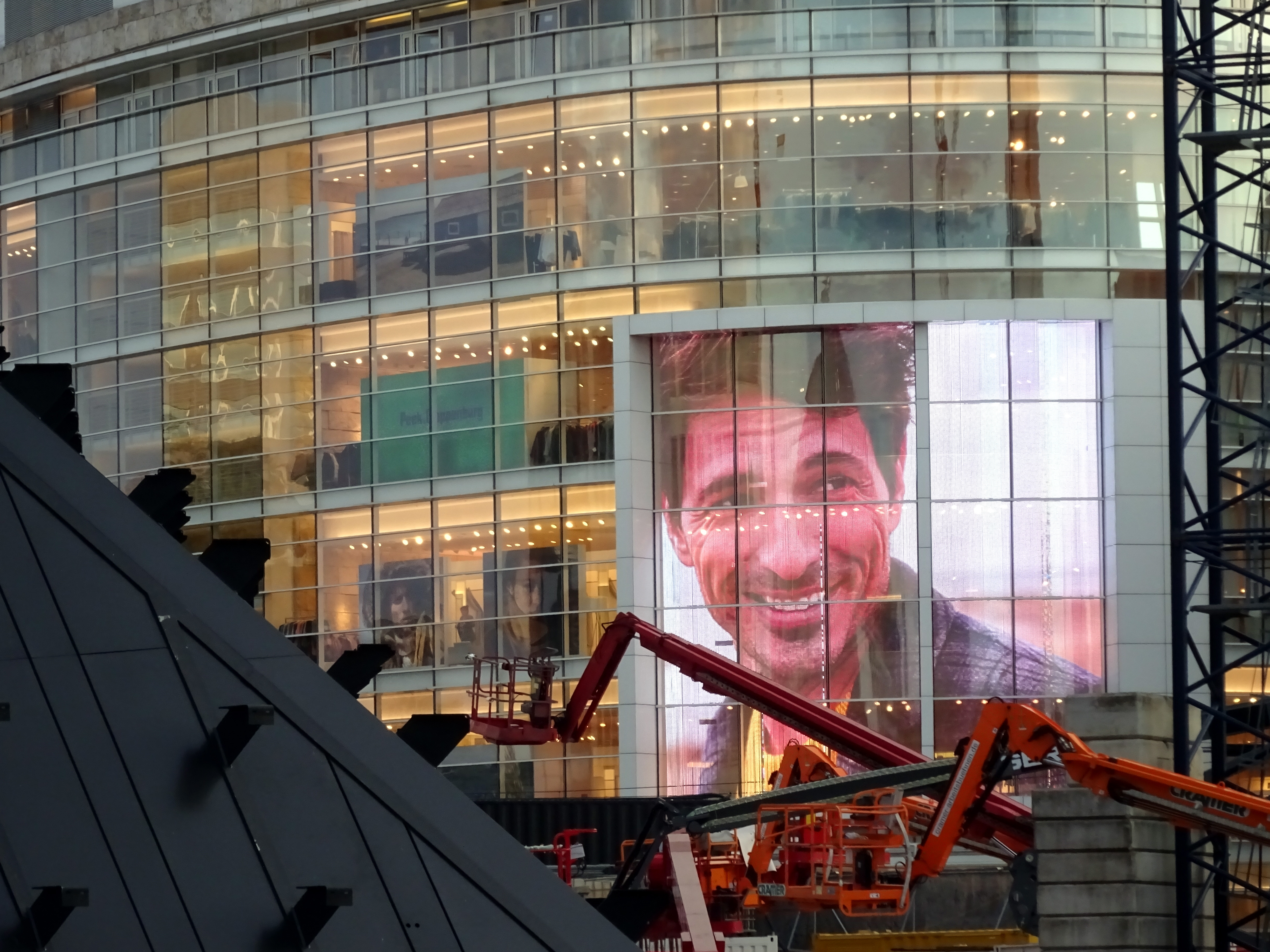
Neubau mit LED-Bildschirm

## Nachfolgebau
2001, zum 100. Geburtstag der Firma Peek & Cloppenburg wurde auf diesem Grundstück ein Neubau des New Yorker Architekten Richard Meier mit einer Verkaufsfläche von etwa 14.200 Quadratmeter eröffnet. Er hatte die Idee eines großen geschwungenen Schaufensters, das vom Bürgersteig bis zum obersten Stockwerk reicht. Ein großer, weißer Rahmen ist der Fassade vorgesetzt und unterstreicht diese Idee. „Wir haben versucht ein Gebäude zu schaffen, das ein sehr starkes Image für das Unternehmen vermittelt, und wollten dies durch Licht, Raum und Transparenz erreichen“, erklärt Richard Meier. Wie alle Bauten von Richard Meier trägt auch dieses Haus eine weiße Fassade.